# エマオの巡礼者
『エマオの巡礼者』（エマオのじゅんれいしゃ、仏: Les Pèlerins d'Emmaüs、英: Pilgrims at Emmaus）、または『エマオの晩餐』（エマオのばんさん、仏: Le Souper à Emmaüs、英: Supper at Emmaus）は、イタリア・ルネサンスのヴェネツィア派の巨匠ティツィアーノ・ヴェチェッリオがキャンバス上に油彩で制作した絵画で、現在、パリのルーヴル美術館に所蔵されている。制作年は議論の対象となっており、ジョゼフ・アーチャー・クロウとジョヴァンニ・バッティスタ・カヴァルカセッレは1547年ごろとしているが、ゲオルク・グロナウ (Georg Gronau) とチャールズ・リキッツ は、それより少し早い1543年ごろとしている。作品を所蔵するルーヴル美術館は、さらに早い1533-1534年の制作としている。 

## 歴史
本作は元来、マントヴァのマッフェイ伯爵のために描かれたが、マントヴァ公ヴィンチェンツォ1世・ゴンザーガ、イングランド王チャールズ1世の所有を経て、1651年にはパリ在住のドイツ人銀行家エバーハルト・ジャバッハの手中に帰した。最終的に1666年にフランス王ルイ14世のコレクションに入り、18世紀にはヴェルサイユ宮殿礼拝堂の聖具室に掛けられた。現在は、パリのルーヴル美術館の所有となっている。なお、16 - 18世紀に描かれた複製がかつてヴェネツィアのドゥカーレ宮殿に所蔵されていたが、現在はヤーバラ伯爵家に所有されている。

## 作品
『新約聖書』中の「ルカによる福音書」(24章13節-31節）によれば、イエス・キリストの磔刑から3日後、クレオパともう1人のイエス・キリストの弟子 (名前は特定されていないが、しばしば聖ペテロとされる) はエルサレムから10キロ離れたエマオに向かっていた。すると、そこに復活したキリストが現れて、2人に何が起こったのかと質問した。それがキリストだとわからなかった2人は、キリストが天国に入るために受難に遭ったと答える。その晩、2人はエマオに着くと、もう遅いからとキリストを引き留め、いっしょに宿屋に泊まることにした。そして、「いっしょに食事の席に着いたとき、イエスはパンを取り、賛美の祈りを唱え、パンを裂いてお渡しになった。すると2人の目が開け、イエスだとわかったが、その姿は見えなくなった」(24章30節-31節）という。
この主題はヴェネツィアやロンバルディアなど北イタリアで好んで描かれたもので、ティツィアーノもこの主題で数々の作品を制作した。ルーヴル美術館にある本作は、レオナルド・ダ・ヴィンチの『最後の晩餐』 (サンタ・マリア・デッレ・グラツィエ教会、ミラノ) を綿密に研究したものである。長い横長のテーブル、縦の建築的要素に区切られた風景を背にしたキリストの正面観、レオナルドのユダを想起させる1人の弟子 (巡礼者) のポーズなどに、ティツィアーノがレオナルドを研究したことが示されている。ティツィアーノは、2人の巡礼者が出会った人物の素性に気づく瞬間を描写することを選択した。作品は、ティツィアーノに多くの折り目と皺のある白いテーブル・クロス、東洋風の絨毯、塩壺、デカンタ、グラス、パンなどテーブル上の事物を綿密に描く機会を与えている。

## ギャラリー

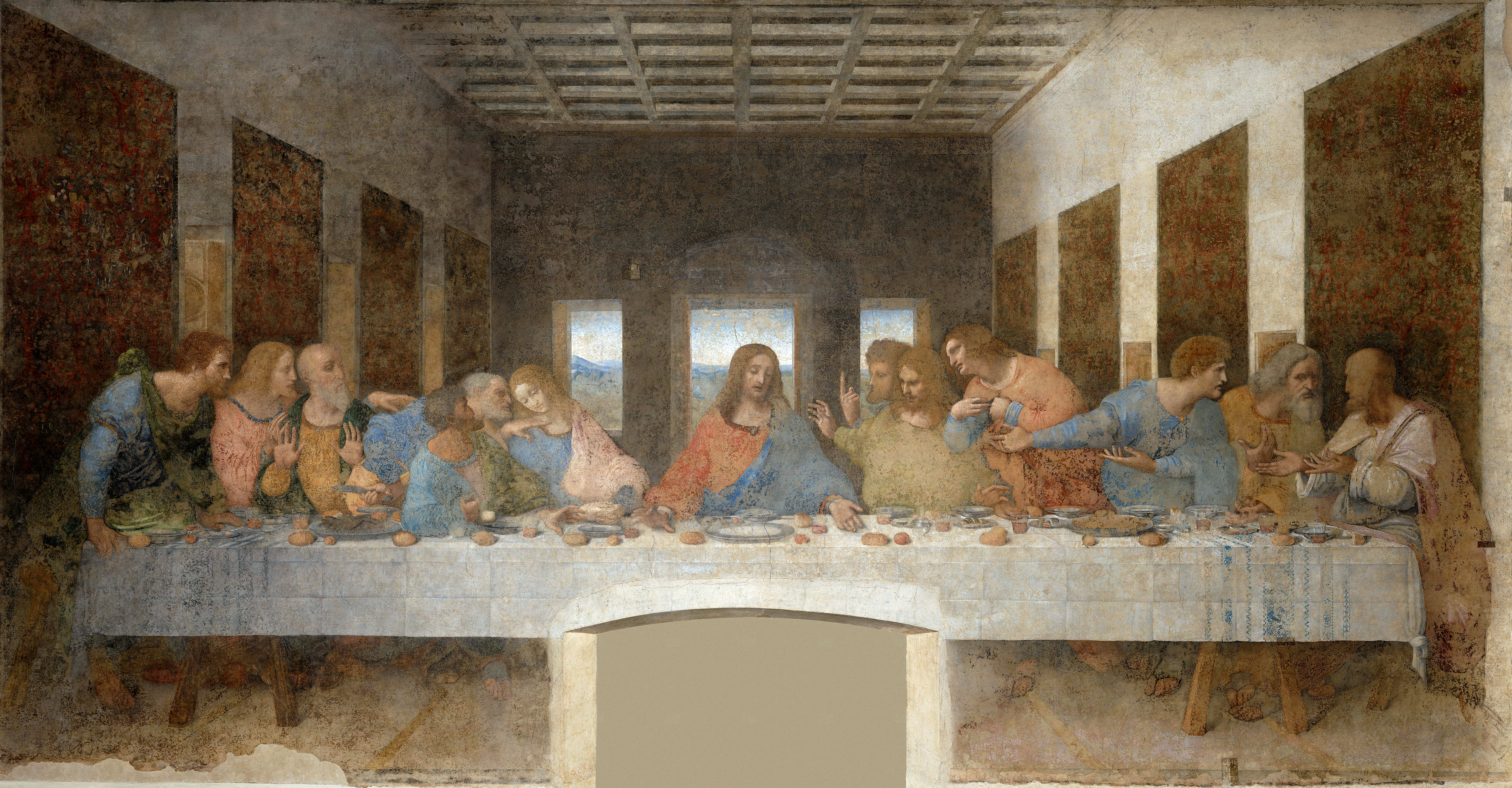
レオナルド・ダ・ヴィンチ『最後の晩餐』(1495-1498年)、サンタ・マリア・デッレ・グラツィエ教会、ミラノ
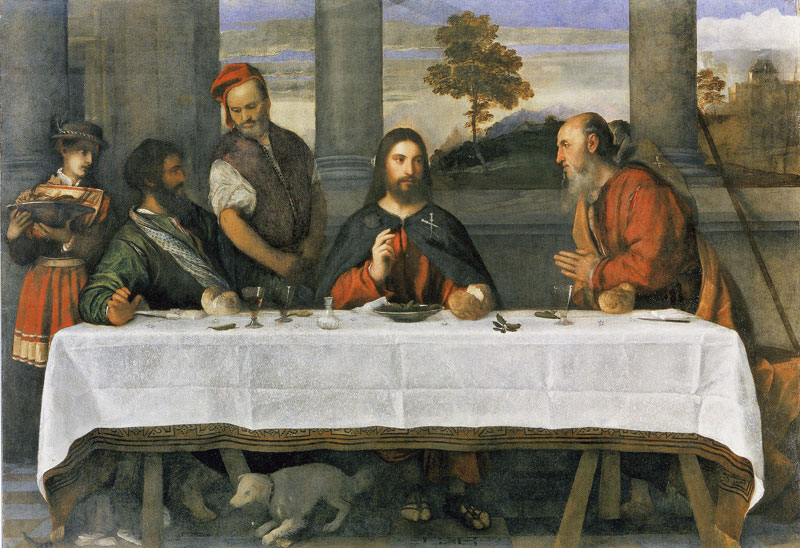
ティツィアーノ『エマオの晩餐』 (1534年)、ウォーカー・アート・ギャラリー、リヴァプール
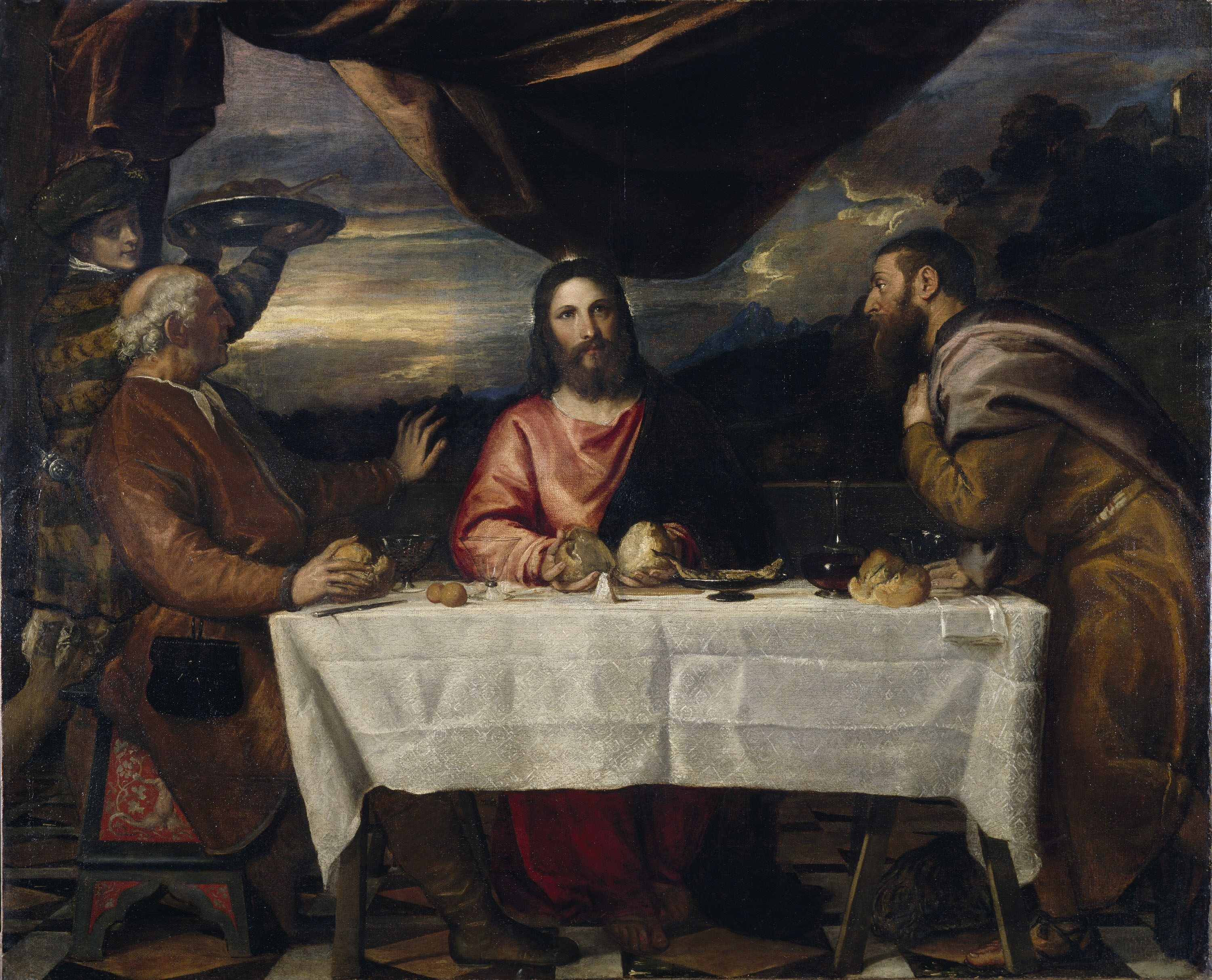
ティツィアーノと工房『エマオの晩餐』(1545年ごろ)、アイルランド国立美術館、ダブリン